# Теар, Андре
Валери Андре Теар (фр. Valéry André Théard; 28 июня 1905, Порт-о-Пренс — 25 июня 2003, Порт-о-Пренс) — гаитянский легкоатлет, выступавший в беге на короткие дистанции; государственный деятель. Участник летних Олимпийских игр 1924, 1928 и 1932 годов.

## Биография
Андре Теар родился 28 июня 1905 года в гаитянском городе Порт-о-Пренс в семье дипломата, руководителя службы протокола из старинного рода, жившего на юге Гаити.
Учился в Париже в лицее Сен-Луи-де-Гонзаг и инженерной специальной школе общественного труда, получил степень инженера.
Играл в футбол в Гаити на молодёжном уровне. В 1924 году стал заниматься лёгкой атлетикой. Был чемпионом Гаити в беге на 100 метров. С 1925 года выступал за Парижский университетский клуб.
Дважды выиграл летние студенческие чемпионаты мира в беге на 100 метров — в 1927 году в Риме и в 1928 году в Париже.
В 1924 году вошёл в состав сборной Гаити на летних Олимпийских играх в Париже. В беге на 100 метров занял в забеге 1/8 финала 3-е место, показав результат 11,2 секунды и уступив 0,1 секунды попавшему в четвертьфинал со 2-го места Джованни Франджипане из Италии. В беге на 200 метров занял в забеге 1/8 финала 1-е место с результатом 23,6, в четвертьфинале — 4-е место.
В 1928 году вошёл в состав сборной Гаити на летних Олимпийских играх в Амстердаме. В беге на 100 метров занял в забеге 1/8 финала 2-е место, в четвертьфинале — 3-е место с результатом 10,9, уступив 0,1 секунды попавшему в полуфинал со 2-го места Джеку Лондону из Великобритании. В беге на 200 метров занял в забеге 1/8 финала 3-е место.
В 1932 году вошёл в состав сборной Гаити на летних Олимпийских играх в Лос-Анджелесе. В беге на 100 метров занял в забеге 1/8 финала занял 4-е место с результатом 11,4, уступив 0,2 секунды попавшему в четвертьфинал с 3-го места Фернандо Ортису из Мексики. Также был заявлен в беге на 200 метров, но не вышел на старт.
По окончании выступлений стал казначеем Союза спортивных обществ Гаити.
С 1937 года работал на государственной службе. Был бухгалтером Министерства финансов Гаити. В дальнейшем был заместителем государственного секретаря.
В 1957 году стал министром торговли Гаити. В ноябре 1958 года был назначен министром финансов, покинул пост в декабре 1959 года. В 1963 году стал министром сельского хозяйства, природных ресурсов и развития сельских районов, в 1965 году — послом Гаити в США, в 1973 году — государственным директором по туризму.
Поддерживал связь с Парижским университетским клубом вплоть до 1990-х годов.
Умер 25 июня 2003 года в Порт-о-Пренсе.

## Личные рекорды
- Бег на 100 метров — 10,5 (1 августа 1926, Копенгаген)[9][10]
- Бег на 200 метров — 22,0 (22 сентября 1926, Константина)[9][10]
- Бег на 100 ярдов — 9,5 (2 августа 1925, Париж)[10]